# رمانتیسم تاریک
رمانتیسیسم تاریک زیرشاخه ای از رمانتیسیسم است که بسیاری از ویژگی های مشابه را دارد اما در چندین زمینه کلیدی متفاوت است. با حفظ تمرکز بر احساسات انسانی، بر جنبه‌های تاریک‌تر طبیعت انسان مانند خطاپذیری و گناه تأکید می‌کند. طبیعت در رمانتیسم تاریک هنوز یک محیط شگفت انگیز است، اما به جای اینکه مملو از زیبایی باشد، مملو از تاریکی و شر است.
رمانتیسیسم تاریک یک زیر ژانر ادبی رمانتیسیسم است که منعکس کننده شیفتگی مردم نسبت به امر غیرمنطقی، اهریمنی و گروتسک است. این کتاب که اغلب با داستان های گوتیک آمیخته می شود، از آغاز قرن هجدهم بر جنبش سرخوشانه رمانتیک سایه انداخته است. ادگار آلن پو اغلب به عنوان یکی از برجسته‌ترین نمایندگان این سنت شناخته می‌شود. رمانتیسم تاریک بر خطاپذیری انسان، خود ویرانگری، قضاوت، مجازات، و همچنین اثرات روانی گناه و گناه تمرکز دارد.
زمینه تاریخی
اصطلاح «رمانتیسم» از واژه‌ای لاتین به نام «رمانت» به معنای «به شیوه رومی» سرچشمه می‌گیرد. این به جای علم و عقلانیت، بر پایه احساسات و تخیل بود. جنبش رمانتیک در اواخر قرن 18 در اروپا آغاز شد و در اوایل قرن 19 به آمریکا مهاجرت کرد. در رمانتیسم، دو ژانر فرعی متضاد به وجود آمد: خوش بینانی که به فضیلت و معنویت انسانی اعتقاد داشتند، جنبش استعلایی را تشکیل دادند، در حالی که بدبینانی که خطاپذیری انسان و تمایل ما به گناه را پذیرفتند، جنبش رمانتیک تاریک را تشکیل دادند.
تصویری برای داستان ادگار آلن پو توسط هری کلارک (1889–1931)، منتشر شده در سال 1919
تعاریف
جشن رومانتیسم از سرخوشی و تعالی همواره با شیفتگی به همان اندازه شدید با مالیخولیا، جنون، جنایت و فضای سایه همراه بوده است. با گزینه های ارواح و غول ها، گروتسک و غیرمنطقی. نام "رومانتیسم تاریک" توسط نظریه‌پرداز ادبی ماریو پراز در مطالعه طولانی خود در مورد این ژانر که در سال 1930 به نام The Romantic Agony منتشر شد به این شکل داده شد.[1][2]
به گفته منتقد G. R. Thompson، «رومانتیک‌های تاریک تصاویری از شر انسان‌سازی شده را در قالب شیطان، شیاطین، ارواح، گرگینه‌ها، خون‌آشام‌ها، و غول‌ها به‌عنوان نمادی از طبیعت انسانی اقتباس کردند.[3] تامپسون خصوصیات زیر ژانر را خلاصه می کند و می نویسد:
ناتوانی انسان سقوط کرده در درک کامل یادآوری های آزاردهنده قلمروی فراطبیعی دیگری که به نظر نمی رسید وجود نداشته باشد، گیجی دائمی پدیده های غیرقابل توضیح و بسیار متافیزیکی، تمایل به انتخاب های اخلاقی به ظاهر انحرافی یا شیطانی که هیچ معیار یا قاعده ثابت یا ثابتی نداشت، و احساس گناه بی نام و نشان همراه با سوء ظن به دنیای بیرونی، فرافکنی واهی ذهن بود - اینها عناصر اصلی در بینش انسان بودند که رمانتیک های تاریک با جریان اصلی تفکر رمانتیک مخالف بودند.[4]
1. ↑  study.com https://study.com/academy/lesson/dark-romanticism-characteristics.html. دریافت‌شده در ۲۰۲۴-۰۸-۲۱. پارامتر |عنوان= یا |title= ناموجود یا خالی (کمک)
2. ↑  "Dark Romanticism". Wikipedia (به انگلیسی). 2024-07-03.